# Ian Talbot
Pour les articles homonymes, voir Talbot (homonymie).
Ian Talbot, né le 29 mars 1997 à Christchurch, est un coureur cycliste néo-zélandais.

## Biographie
Étudiant à l'université de Canterbury en génie mécanique, Ian Talbot commence le cyclisme sur le tard, en 2017. Rapidement, il obtient de bons résultats en Nouvelle-Zélande, et termine notamment cinquième du Tour de Tasmanie.
Pour la saison 2018, il signe à l'UC Nantes Atlantique, sous les conseils de son compatriote Keagan Girdlestone. Pour mieux se consacrer à l’entraînement, il met entre parenthèses ses études. Bon grimpeur, il se distingue sur un autre registre en devenant champion de Nouvelle-Zélande du contre-la-montre espoirs, juste avant son arrivée en France.

## Palmarès
- 2018
  -  Champion de Nouvelle-Zélande du contre-la-montre espoirs

## Classements mondiaux
| Année            | 2018 |
| ---------------- | ---- |
| UCI Oceania Tour | 47e  |